# The Illusion
The Illusion è un'opera teatrale del drammaturgo statunitense Tony Kushner, tratta dalla commedia di Pierre Corneille L'illusione comica (1636).

## Trama
Un padre pentito, Pridamant, cerca informazioni sul figlio dal mago Alcandre. Lo stregone evoca tre episodi dalla vita del giovane ma, stranamente, in ognuna delle tre scene il ragazzo ha un nome diverso e cambia alleanze. Pridamant osserva lo spettacolo e, solo alla fine, apprende una sconvolgente verità sul figlio.

## Produzioni
La pièce debuttò al Perry Street Theater di New York il 3 novembre 1988, in una produzione del New York Theater Workshop. Brian Kulick curava la regia e Isiah Whitlock Jr. interpretava il mago.
La Signature Theatre Company ha messo in scena un revival della commedia nel 2011, con la regia di Michael Mayer. La pièce rimase in cartellone dal 5 giugno al 17 luglio, in scena al Peter Norton Space, e il cast comprendeva: David Margulies (Pridamant), Lois Smith (Alcandre), Merritt Wever (Elicia) e Finn Wittrock (Calisto).